# Pseudophoenix ekmanii
Pseudophoenix ekmanii es una palma que solo se encuentra en el Parque nacional Jaragua, en el suroeste de la República Dominicana (isla La Española). Su distribución incluye poblaciones de tierra firme (al sur de la península de Barahona) y en la isla Beata. Su nombre común es cacheo de Oviedo, siendo Oviedo el nombre del municipio y del pueblo que se encuentra más cerca de su zona de mayor distribución, un lugar llamado Sabana de Algodón, en el parque nacional Jaragua. En algunas publicaciones también se le ha llamado "cacheo de Ekman", por el destacado botánico sueco de quien toma su nombre específico.

## Descripción
Al igual que su pariente P. vinifera, tiene una parte de su tronco muy ensachada, pareciendo como una especie "barriga" que le da una belleza especial. Además, esta palma es sumamente importante para la ecología de anidación de la Cotorra de La Española (Amazona ventralis), la cual es considerada una especie vulnerable (VU) en la lista roja de la UICN . Esto se debe a que en el Parque nacional Jaragua esta cotorra elige sus troncos secos como cavidades en donde colocar sus huevos e incubar sus pichones.
El parque nacional Jaragua  es parte de la Reserva de la Biosfera Jaragua-Bahoruco-Enriquillo , declarada por la UNESCO  en 2002.
Es un pequeño árbol, de cuatro a seis m de altura, con hoja compuesta pinnadas y tallo solitarios. Fruto rojizo de un diámetro de cerca de 2 m de diámetro.

## Situación
Está considerada como críticamente amenazada (CR) por la lista roja de la UICN. Además de ser una palma extremadamente rara, observaciones anecdóticas indican que su crecimiento es sumamente lento (posiblemente 100 años hasta la adultez) en condiciones naturales.

## Amenazas
La principal amenaza es el corte de su tronco para exprimir el jugo azucarado que está en su pulpa. Durante casi todo el año, eso lo realizan esporádicamente algunas personas de la zona de Oviedo que cazan o recolectan distintos recursos en el Parque Jaragua. Sin embargo, todos los años entre abril y mayo, entran muchas personas a la zona de cacheo de Oviedo buscando pichones de cotorra  y en esta época es cuando se observa más destrucción de estas palmas para beber su jugo. Otra amenaza creciente es el tráfico de sus semillas, que parece ir en aumento, siendo actualmente ofertadas sus semillas y plántulas a coleccionistas de todo el mundo 

## Taxonomía
Pseudophoenix ekmanii fue descrita por Max Burret y publicado en Kongliga Svenska Vetenskaps Academiens Handlingar, n.s. 6: 19, t. 3a. 1929.
Etimología
Pseudophoenix: nombre genérico que procede de pseudo = "falso" y phoenix = la palmera datilera", aunque por qué H.Wendl. eligió este nombre no está claro.
ekmanii: epíteto otorgado en honor del botánico sueco Erik Leonard Ekman.